# 尖齿艾纳香
尖齿艾纳香（学名：Blumea oxyodonta）为菊科艾纳香属的植物。分布在缅甸、中南半岛、印度、马来西亚、巴基斯坦以及中国大陆的云南等地，生长于海拔1,200米至1,480米的地区，多生长于草地、湿润山坡以及空旷的溪流边，目前尚未由人工引种栽培。